# Ступенювання
Ступенюва́ння — творення окремих форм чи словосполучень в якісних прикметників і прислівників, що виражають різні ступені прояви ознаки (якості), притаманої визначуваному ними предмету. Ці форми зовуть «ступенями порівняння».

## В українській мові
Українська мова розрізняє три ступені порівняння: звичайний (нульовий), вищий і найвищий.
1. Звичайний ступінь показує ознаку предмета (червоний, швидко);
2. Вищий ступінь показує інтенсивнішу появу даної прикмети, відносне її збільшення (червоніший, швидше);
3. Найвищий ступінь показує її найінтенсивнішу прояву, наявність її серед трьох і більше предметів у найвищій мірі (найсильніший, найшвидше).

Звичайний ступінь часто використовується як основна форма слова, що використовується в словниках (так звана лема, канонічна форма лексеми).

## Правила утворення ступенів порівняння
- Ступенюються лише якісні прикметники. Відносні й присвійні прикметники ступенів порівняння не мають (форми залізніший, більш залізний, більш дерев'яний, нескінченніший, більш овечий, більш батьків неможливі).
- Не ступенюються ті якісні прикметники, коли вони самі вказують уже на певну міру якості: премудрий («дуже мудрий»), завеликий («надто великий»), старезний («надзвичайно старий»), холоднуватий («трохи холодний»), тихесенький («дуже тихий»).
- Не ступенюються ті якісні прикметники, що позначають безвимірну ознаку (босий, сліпий, гнідий, чалий, фіолетовий).
- Не ступенюються якісні складні прикметники (світло-зелений, кисло-солодкий, чорноволосий) тощо.

## Елятив
Безвідносну інтенсивність високого й найвищого ступеня прикмети висловлюють форми елятива (дуже червоний, червоний-червоний, червонісінький). Окремі форми вищого ступеня, втрачаючи своє первісне значення вищої міри ознаки, можуть набирати значення звичайного ступеня. Наприклад, «перший» — від дав.-рус. *первший («більш перший», «первіший»), розмовне західноукраїнське «більший» («дуже великий»). Крім ступенювання суфіксами «-іший», «-ший» (ясн-іший, швид-ший і префікса «най-» (най-ясн-іший, най-швид-ший) зрідка трапляється суплетивне ступенювання (великий — більший, малий — менший, добрий — кращий, ліпший, злий — гірший) та аналітичне ступенювання (більш поширений, найбільш поширений). Існують і діалектні форми ступенювання, що відрізняються від літературних: найвеликий («найбільший»), май більший («більший»).